# Olechów-Janów

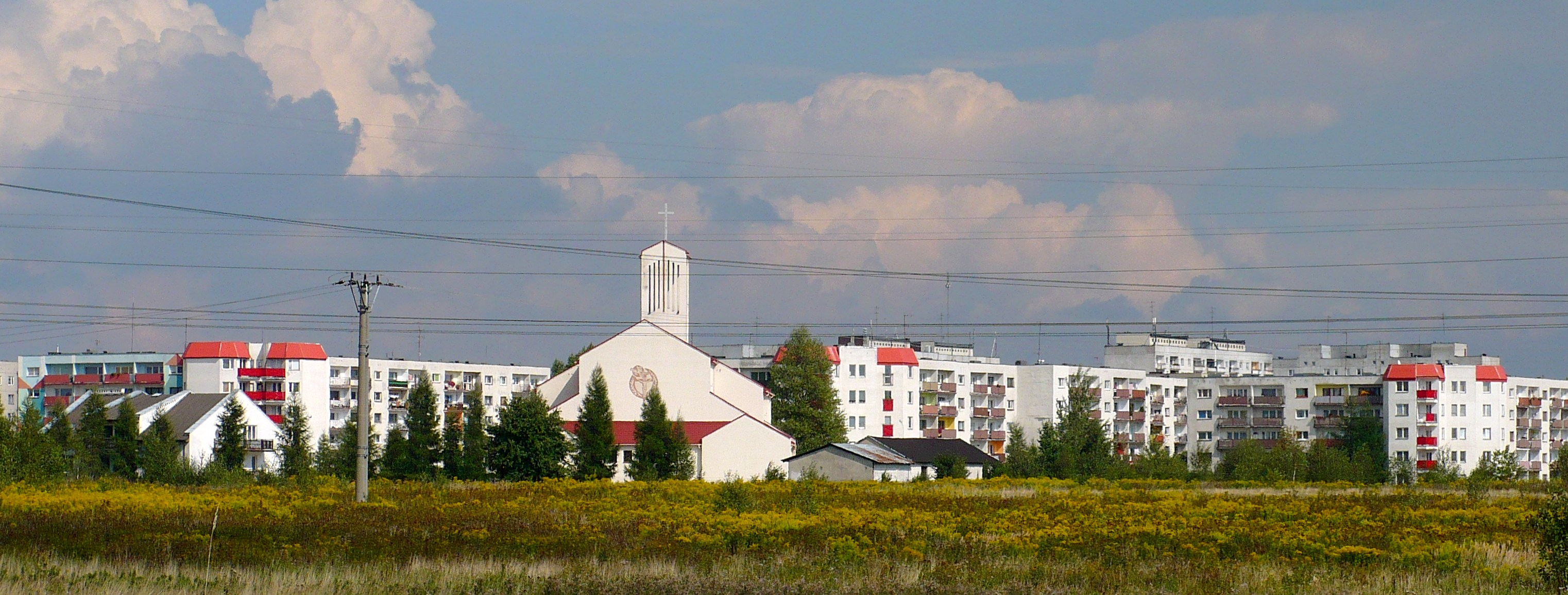

Olechów-Janów – osiedle administracyjne (jednostka pomocnicza gminy) Łodzi we wschodniej części miasta, w dzielnicy Widzew, obejmujące osiedla Olechów i Janów.

## Powierzchnia i mieszkańcy
Osiedle Olechów-Janów obejmuje stosunkowo niewielki obszar (około 6–7 km²), na którym zamieszkuje ponad 20 tys. osób.

## Obszar i zabudowa
Powierzchnia osiedla użytkowana jest w różny sposób: część zajęta jest przez budownictwo mieszkaniowe i obszary towarzyszące, część zajmują tereny przemysłowe (głównie elektrociepłownia i magazyny), natomiast największy fragment stanowią nieużytki, obszary dawnych pól i łąk, obecnie częściowo porośnięte młodym lasem.
Na terenie osiedla znajdują się nowoczesne budynki wielorodzinne z cegły i pustaków, postawione w końcu XX i na początku XXI wieku. Na obszarze Olechowa znajdują się ponadto bloki z wielkiej płyty, budowane od lat 80.
Południową granicę osiedla stanowi rzeka Olechówka; przez obszar osiedla przepływa też niewielka rzeczka stanowiąca jej dopływ. Umowną granicę między osiedlami Olechowem i Janowem stanowią rury ciepłownicze, usytuowane wzdłuż ulicy Przybyszewskiego, nad którymi znajdują się dwie kładki dla pieszych.

## Infrastruktura
Na osiedlu znajdują się m.in.:
- apteki
- biblioteki: Dział Gromadzenia, Opracowania, Udostępniania i Informacji oraz Oddział dla Dzieci Miejskiej Biblioteki Publicznej Łódź-Widzew, a także (od końca 2014 roku) Filia nr 11 przy ul. Zakładowej 50
- kościoły: Parafia pw. św. papieża Jana XXIII, Parafia pw. Świętego Jana Ewangelisty
- placówki bankowe
- biuro podróży
- przedszkola: Przedszkole Miejskie Nr 4, oraz jego filia przy ul. Ziemowita 7, Przedszkole Miejskie Nr 234[2]
- przychodnie lekarskie
- siedziba policji (I Rewir Dzielnicowych VI Komisariatu) oraz straży miejskiej
- szkoły podstawowe: SP 141, SP 205
- szkoły prywatne
- urzędy pocztowe: UP nr 14, UP nr 27

## Komunikacja
Na osiedlu znajdują się też liczne mniejsze i większe punkty handlowe i usługowe oraz pętla autobusowa (krańcówka) linii: 72AB, 80AC, 90A, 91ABC, 96 oraz nocnych N1A i N5A. Poza tym na Olechów dojeżdża także autobus linii 82AB oraz tramwaje linii 9 i 10B.
Na terenie osiedla znajduje się elektrownia EC-4 z najwyższymi konstrukcjami w Łodzi – 265 metrowym oraz 200 metrowym kominem.

## Podział osiedla
Osiedle Olechów-Janów powstało w wyniku administracyjnego wyodrębnienia fragmentu miasta i w rzeczywistości składa się z:
- osiedla Janów (zwanego Osiedlem H. Sienkiewicza, lub Osiedlem Sienkiewiczowskim – ze względu na ulice nazwane imionami bohaterów książek Henryka Sienkiewicza)
- osiedla Olechów, dzielącego się na podosiedla:
  - osiedle Słowiańskie (nazwa uzasadnia użycie imion i przydomków królów polskich jako nazw ulic)
  - osiedle Olechów-Północ (pomiędzy ulicami Hetmańską, Zakładową i Transmisyjną)
  - osiedle Olechów-Południe (pomiędzy ulicami Hetmańską, Zakładową i Łokietkówny)

Obszar na terenie Olechowa-Północ nazywany był dawniej Osiedlem 70-lecia Odzyskania Niepodległości. W obszarze administracyjnym leży również osiedle domków szeregowych Augustów.